# Ricanopsis semihyalina
Ricanopsis semihyalina är en insektsart som beskrevs av Melichar 1898. Ricanopsis semihyalina ingår i släktet Ricanopsis och familjen Ricaniidae. Inga underarter finns listade i Catalogue of Life.